# Подольское медно-цинковое месторождение
Подольское медно-цинковое месторождение — медно-цинковое месторождение России, расположено в Хайбуллинском районе Республики Башкортостан и является одним из крупнейших в России. Кроме меди и цинка, руда месторождения содержит серу, серебро и золото.
Запасы руды оцениваются в 88,6 млн тонн, рудное тело начинается на глубине 600 метров.
Открыто в 1971 году, расположено непосредственно под селом Подольск.

## Характеристика месторождений
Разведаны запасы медных, медно-цинковых и серно-колчеданных руд

## Операторы месторождений
Разработку месторождения планирует начать в 2026 году Уральская горно-металлургическая компания.
Строительство подземного рудника на месторождении началось в 2019 году. Планируется создание двух наклонных шахт для выдачи руды, уходящих на глубину до 800 метров, и двух вертикальных шахт для спуска и подъёма людей.